# Veliki Heivtsi
Veliki Heivtsi (Oekraïens: Великі Геївці, Hongaars: Nagygejőc) is een dorp in Oekraïne in de oblast Transkarpatië in de gemeente Sjoerte. De gemeente is gelegen in het Rajon Oezjhorod en gelegen ten zuiden van de hoofdstad.
In totaal telt het dorp 1.948 inwoners, in meerderheid personen behorend tot de Hongaarse minderheid in Oekraïne.